# 楊東勲
楊 東勲（ヤン・ドンフン、朝鮮語: 양동훈）は、朝鮮民主主義人民共和国の軍人、政治家。朝鮮労働党中央委員会委員。第2軍団長などを歴任した。現在の軍職は不明。朝鮮人民軍における軍事称号（階級）は上将。

## 経歴
出生地や生年月日は不明。第2軍団長を経て、2010年9月28日に開催された朝鮮労働党第3回党代表者会で朝鮮労働党中央委員会委員に選出され、2011年12月17日に金正日総書記が死去した際には、国家葬儀委員会委員に選ばれた。
2016年5月9日に開催された朝鮮労働党第7次大会で朝鮮労働党中央委員会委員に再選され、2017年4月14日には金日成主席の誕生日である「太陽節」に際して上将に昇進した。
2018年8月16日に死去した金永春元帥の国家葬儀委員会委員に選ばれた。
2022年5月19日に死去した玄哲海元帥の国家葬儀委員会委員に選ばれた。